# Euclidia tarsalis
Euclidia tarsalis là một loài bướm đêm trong họ Erebidae.